# Syndrome de Poland
 Mise en garde médicale
Le syndrome de Poland est une maladie rare acquise de naissance, mais de cause inconnue. Son caractère génétique n'a pas été vraiment établi. Il touche une naissance sur trente mille, soit environ vingt naissances par an en France.

## Histoire
Ce syndrome a été nommé ainsi pour la première fois par Patrick Clarkson (en), un chirurgien anglais d’origine néo-zélandaise qui travaillait dans les grands hôpitaux londoniens : Guy's Hospital  et Queen Mary’s.
Il remarqua que trois de ses patients avaient une malformation de la main associée à un sous-développement de la cage thoracique. Clarkson trouva une référence similaire dans un article publié par le Dr Alfred Poland (en), en 1841,.
Clarkson fut en mesure de retrouver dans la collection du musée des pathologies de l’hôpital une main disséquée par A Poland. Elle appartenait à un condamné du nom de George Elt qui n’était pas capable de croiser sa main gauche sur sa poitrine.
Poland nota aussi la déformation de la cage thoracique.
La main fut disséquée et conservée dans le musée du Guy's Hospital pour la postérité.
Poland ne décrivit pas le syndrome à proprement parler puisqu’il se basa sur un cas isolé.
Clarkson publia un article sur les trois cas qu’il avait examinés et appela le syndrome « syndrome de Poland », en mémoire de son prédécesseur.

## Épidémiologie
Le syndrome de Poland affecte les hommes trois fois plus souvent que les femmes et le côté droit du corps deux fois plus souvent que le côté gauche.
L’incidence est estimée entre 1 pour 7 000 et 1 pour 100 000 naissances.

## Causes
La cause du syndrome est inconnue.  Une des théories qui prévaut pour expliquer le syndrome serait un défaut d’irrigation de l’artère située sous la clavicule (ou artère subclavière) autour du 46e jour du développement embryonnaire.
Ces artères apportent le sang aux tissus qui formeront la main et la cage thoracique. Selon la localisation et à la sévérité du dysfonctionnement, des symptômes de gravité différente pourraient apparaître.
Une anomalie de la région embryonnaire appelée crête apicale ectodermique qui joue un rôle dans le développement précoce des membres pourrait aussi être impliquée dans l’apparition du syndrome.
De rares cas du syndrome de Poland pourraient être dus à une mutation génétique et provoquer des malformations héréditaires, toutefois, on n’a pas pu identifier les séquences de gènes responsables du syndrome.
Un cas potentiellement lié à l'exposition du fœtus au misoprostol durant la grossesse a été relaté.

## Symptômes

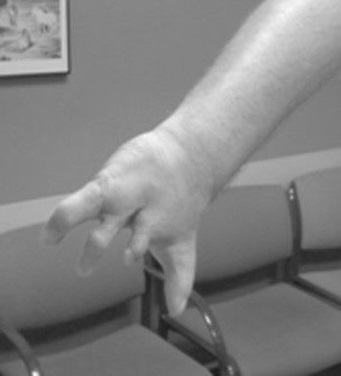
Symbrachydactylie de la main droite, caractéristique du syndrome de Poland.

Il se caractérise en premier lieu par une aplasie unilatérale du grand pectoral, droit ou gauche, associée à des anomalies mammaires et mammelonnaires variables. Il s'accompagne souvent d'autres anomalies : syndactylie (fusion de deux doigts), brachydactylie (doigts courts) ou oligodactylie (doigt manquant), anomalie du radius, cubitus ou humérus, asymétrie des membres supérieurs, anomalie du diaphragme, cœur situé à droite (dextrocardie), anomalie du foie, du côlon, des reins, problèmes respiratoires fréquents et scolioses fréquentes.

## Traitement

### Technique
L’absence totale ou partielle du muscle grand pectoral est la malformation qui définit le syndrome de Poland. Elle peut être corrigée par la mise en place d’un implant sur mesure conçu et fabriqué par CFAO (conception et fabrication assistée par ordinateur). À partir d’un scan médical, une reconstruction 3D du thorax du patient est réalisée, afin de concevoir un implant virtuel parfaitement adapté à l’anatomie de chacun. L’implant est ensuite fabriqué en gomme de silicone médical, inaltérable et incassable.
La malformation liée au Syndrome de Poland étant d’ordre morphologique, la correction par prothèse implantable sur mesure constitue un traitement de choix. Cette technique permet en particulier de prendre en charge les grandes variations anatomiques des cas de Poland. Les malformations parfois associées à cette agénésie musculaire peuvent être des atrophies osseuses, sous-cutanées et mammaires : si la première, comme pour les Pectus Excavatum est parfaitement corrigée par l’implant sur mesure, les autres nécessiteront des compléments chirurgicaux par greffe de tissus adipeux (lipofilling) ou implant mammaire en gel de silicone dans un deuxième temps opératoire.

### Intervention
L’intervention se déroule sous anesthésie générale et dure moins d’1 heure. Une incision d’environ 8 cm est effectuée en sous axillaire, une loge sur mesure est préparée pour accueillir l’implant en sous-cutané, la fermeture se fait en 2 plans. 
L’implant sur mesure viendra donc remplacer le muscle grand pectoral permettant une symétrisation de la cage thoracique et, chez la femme, une symétrisation des seins. En cas de besoin, surtout chez la femme, un deuxième temps opératoire permettra de compléter le résultat par la mise en place d’un implant mammaire et/ou d’un lipofilling.

### Suites opératoires
Les suites de l’intervention sont facilitées et se traitent par antalgiques simples. Les soins post-opératoires sont minimes : points résorbables, pas de drains, seulement un pansement pendant 8 jours et port d’une brassière de contention pendant 15 jours. Une consultation de contrôle doit être effectuée à 8 jours.
Un arrêt de travail d’environ 15 jours est recommandé et la reprise de tout type de sport se fait au bout de 3 mois.

## Malades célèbres
Le présentateur de show télévisés de la BBC Jeremy Beadle (1948-2008) était atteint du syndrome de Poland, avec une main droite atrophiée.
Le boxeur olympique français Jérôme Thomas est aussi affecté par ce syndrome avec un bras et une main gauche plus petits que le côté droit. Il lui manque également le pectoral gauche.
Le joueur de golf professionnel américain Bryce Molder a le syndrome de Poland avec un pectoral gauche absent et un bras gauche plus court que le bras droit. Enfant, il fut opéré pour corriger la syndactylie de sa main gauche.
Fernando Alonso, le pilote automobile espagnol, champion du monde de formule 1, aurait aussi le syndrome de Poland.
Un adolescent andorran, David Aguilar, né avec un bras atrophié en raison du syndrome de Poland, a créé sa propre prothèse en Legos.

## Association de patients et familles
Il existait en France une association loi de 1901, reconnue d'utilité publique concernant ce syndrome. Dissoute début 2024, le site internet est pour l'instant encore en ligne. Une association analogue existe en Suisse.